# Сондерс, Маргарет Маршалл
Маргарет Маршалл Сондерс (англ. Margaret Marshall Saunders; род. 13 апреля 1861, Милтон, Британская империя — 15 февраля 1947, Торонто, Канада) — канадская писательница. Писала детские рассказы, любовные романы. Преподавала лекции на общественные темы, такие как отмена детского труда, защита прав животных и расчистка трущоб. Была активным членом Местного совета женщин Галифакса.

## Биография
Родилась 13 апреля 1861 года в деревне Милтон, Новая Шотландия в многодетной семье Эдмунда и Марии Сандерс. Большую часть своего детства Маргарет провела в Бервике, Новая Шотландия, где ее отец служил в местной баптистской церкви. В возрасте 15 лет училась в Эдинбурге, Шотландия, и Орлеане, Франция, прежде чем вернуться в Галифакс, где она прошла курсы в Далхаузи в течение года, прежде чем начать свою карьеру внештатного писателя. В ответ на то, что в издательской индустрии доминируют мужчины, Маргарет сократила своё имя до Маршалл Сондерс.

## Карьера писателя
Сондерс наиболее известна своим романом «Красивый Джо». В нем рассказывается правдивая история собаки из Мифорда, Онтарио, которой жестокий владелец отрубил уши и хвост в детстве, но ее спасла семья Мифордов, чьи жизни он позже спасает. История написана с точки зрения собаки, и ее часто сравнивают с «Черным красавчиком», выпущенным несколькими годами ранее.
В 1889 году Сондерс представила «Красивого Джо» на приз Американского общества «Доброе и жестокое обращение с домашними животными и птицами в северных штатах» и получила приз в размере двух сотен долларов.После публикации книги в 1893 году, она привлекла внимание всего мира. Это была первая канадская книга, проданная тиражом более миллиона экземпляров, а к концу 1930-х годов по всему миру было продано более семи миллионов экземпляров. Она также была переведена на многие языки, включая эсперанто.
После публикации «Красивого Джо» Сондерс вместе с автором Люси Мод Монтгомери основали отделение Канадского женского пресс-клуба в Новой Шотландии.
Сондерс написала более двадцати других рассказов, в большинстве которых, были выделены проблемы отмены детского труда, расчистка трущоб и улучшение детских площадок. Сондерс также писала газетные статьи о контролируемых игровых площадках для городских детей и других социальных проблемах. Она также часто читала лекции и принадлежала ко многим организациям, включая различные гуманные общества. В 1914 году Сондерс переехала на Сент-Джордж-стрит, 66 в центре Торонто, а позже переехала к своей младшей сестре на Гленгован-авеню, 62. Дом Маргарет всегда был полон домашних животных, в том числе около 28 канареек. У нее была тенденция давать своим питомцам имена в честь мест, где они были найдены, и когда-то у нее был голубь по имени Фронт-стрит, 38, и собака по имени Джонни Дорстеп.
Сондерс получила звание почётного магистра искусств Университета Акадии в 1911 году. В 1934 году, в возрасте 73 лет, Маргарет была назначена кавалером Ордена Британской империи (CBE). В том же году она также получила медаль от Общества защиты животных в Париже, Франция.
Сондерс умерла в 1947 году в Торонто, Онтарио, где прожила несколько лет. Она похоронена на кладбище Маунт-Плезант в Торонто. В 1953 году Совет по достопримечательностям и памятникам Новой Шотландии установил мемориальную доску рядом с местом, где она родилась, в Милтоне, Новая Шотландия, которое позже было перенесено в Таппер-парк.
В 1994 году было создано Общество наследия Красивого Джо, чтобы отметить жизнь и историю достижений Красивого Джо и Сондерса. В Мифорде, Онтарио, Канада, создан парк, посвященный Красивому Джо.